# أنوار العقول من أشعار وصي الرسول

صورة لغلاف ديوان الإمام علي المعروف بـ أنوار العقول من أشعار وصي الرسول

أنوار العقول من أشعار وصي الرسول هو ديوان شعر ينسب لعلي بن أبي طالب جمعه قطب الدين الكيدري، وبه أشعار بقوافي جميع أحرف الهجاء. وقد كان الكيدري جمع قبل ذلك شعر علي بن أبي طالب في المواعظ خاصة وسماه « الحديقة الأنيقة » ثم ظفر بديوان له مما جمعه هبة الله بن محمد الحسيني فرتبها كلها في ديوان واحد وسماه « أنوار العقول في أشعار وصي الرسول». وبعد كتاب أنوار العقول في أشعار وصي الرسول مع الترجمة الفارسية خلال السطور بنفس الخط إلا عدة أوراق من آخرها فإنها كانت ساقطة فتممت فيما بعد، والخطوطة مقروءة على المجلسي، قرأها عليه محمد مؤمن الرازي سنة 1092 ، فكتب له الإنهاء والإجازة بخطه.

## قطب الدين الكيدري
أبوالحسن محمد بن حسین بن تاج الدین حسن بن زین الدین محمد بن حسین بن أبي المحامد البیهقي النیشابوري يعد من أشهر جامعي أشعار علي بن أبي طالب، وهو كما يتضح من اسمه ينتسب إلى ناحية بيهق خراسان، عاش في القرن السادس في مجتمع تملؤه المعتقدات الشيعية، ولاتتوفر معلومات كثيرة عن حياته.

## منهجية الكتاب
- المقدمة : يتعرض فيها المصنف إلى أسانيد الأشعار واعتبار صحة نسبتها إلى علي بن أبي طالب ومدى تعلقه بهذه الأشعار .
- الأشعار : ابتدأ ذكر الأشعار بعبارة : (قال أمیرالمومنین وإمام المتقین، ووصي رسول رب العالمین، وقائد الغر المحجلین، ووارث علوم الأنبیاءوالمرسلین، یعسوب الأمة وأفضل الخلائق أجمعین، علی بن أبي طالب رضی الله عنه وأولاده أجمعین) .
- توضيحات : حيث كان يقدم لبعض الأشعار توضيحات مختصرة أو مطولة قد تصل لعدة أسطر أحيانا حول الأبيات ثم ذكرها .
- مواضيع الأشعار : كان أحيانا يتعرض إلى مواضيع الأبيات الشعرية مثل (في أیام الأسبوع) ، (في المناجاة) ، (في مرثیة النبي )وغيرها .
- زمان الأشعار : كان أحيانا يقدم تقريرا لزمن إلقاء الأشعار مثل : (وقال رضي الله عنه عند قبر فاطمة رضي الله تعالی عنهما) ، (وقال حین قتل عنترة بن الصامت یوم بدر) ، (وقال حین قتل صحیح الیهودي) وغيرها .
- ذكر المخاطب : في بعض الموارد كان يذكر المخاطب الذي وجهت له الأبيات الشعرية، مثل (یوصي ابنه الحسین رضي الله عنهما) ، (روي أنه رضي الله عنه وقف علی قبر النبي (ص) وقال : بابي أنت وأمي یا رسول الله ! إن الجزع لقبیح إلا علیك، وأن الصبر جمیل إلا عنك . ما فاض دمعي عند نائبة / إلا جعلتك للبكاء مسببا )وغيرها .
- الرواة : كان أحيانا ما ينقل عن الرواة بذكر اسمائهم، مثل (روى الشیخ أبوجعفر الطوسي بإسناد عن أبي الأسود الدؤلي ، وقد وأردهاغیر أبي جعفر بألفاظ مختلفة) .
- شعراء آخرون : يذكر أحيانا اشعار قد نسبت لعلي بن أبي طالب وإلى شعراء آخرين، مثل (وله وقیل للحضرمي) ، (ومما نسب إلیه، وقیل هما لأبي نواس) .
- شعرالرجز : قدم المصنف توضيحا عند ذكر الأشعار الارتجازية تبين من خلالها الطرف الثاني للحوار، مثل (قال مرحب الیهودي : ؛ فأجابه علي رضي الله عنه:).
- الخاتمة : وتتضمن بيتين من الشعر في مدح هذا الديوان.[3]